# Jimmy Webb
James Layne "Jimmy" Webb (Elk City, 15 de agosto de 1946) é um compositor e cantor estadunidense. Suas canções têm sido gravadas por artistas contemporâneos mais populares The Fifth Dimension, The Supremes, Richard Harris, Johnny Maestro & the Brooklyn Bridge, Frank Sinatra, Thelma Houston, The Temptations, Barbra Streisand, Art Garfunkel, Joe Cocker, Judy Collins, Donna Summer, Linda Ronstadt, America, Amy Grant, John Denver, Michael Feinstein, Rosemary Clooney, R.E.M. e Carly Simon. Webb é o único artista a ter recebido Grammy Award de música, letras e orquestração.
Webb foi introduzido no Songwriters Hall of Fame em 1986 e no Nashville Songwriters Hall of Fame em 1990.

## Discografia
- Jim Webb Sings Jim Webb (1968)
- Words and Music (1970)
- And So: On (1971)
- Letters (1972)
- Land's End (1974)
- El Mirage (1977)
- Angel Heart (1982)
- Suspending Disbelief (1993)
- Ten Easy Pieces (1996)
- Twilight of the Renegades (2005)
- Live and at Large (2007)
- Just Across the River (2010)
- Still Within the Sound of My Voice (2013)